# 世新廣電畢展
世新廣電畢展為世新大學廣電系於畢業時所辦的展覽。世新大學廣電系要求大四學生必須從以下四項：「論文寫作」、「劇本創作」、「影音作品創作」、「策劃畢業製作展」擇一，做為其畢業製作，並且在每年五月舉行為其一週的畢業作品發表。

## 畢展歷屆主題
- 2001年第七屆主題《有賞》。
- 2003年第九屆主題《大無忌》。原定在西門町獅子林戲院舉辦，但因SARS肆虐，不得不移至室外。
- 2004年第十屆主題《atTENtion》。地點：西門町獅子林戲院。
- 2005年第十一屆主題《拾佾》。地點：西門町獅子林戲院。
- 2006年第十二屆主題《丰年祭》。地點：西門町台北電影主題公園。
- 2007年第十三屆主題《腦開花》。地點：信義威秀。
- 2008年第十四屆主題《1n 4cus》。地點：西門町新光影城。
- 2009年第十五屆主題《初，一十五》。地點：西門町in89戲院。
- 2010年第十六屆主題《石榴紅了》。地點：西門町新光影城。
- 2011年第十七屆主題《挺！藝氣》。地點：西門町新光影城。
- 2012年第十八屆主題《18light》。地點：西門町新光影城。
- 2013年第十九屆主題《1n9oy》。地點：西門町新光影城。
- 2014年第二十屆主題《廿青春》。地點：西門町新光影城。
- 2015年第二十一屆主題《滿地開花二十一》。地點：西門町新光影城。
- 2016年第二十二屆主題《二二的事》。地點：西門町新光影城。
- 2017年第二十三屆主題《肝臟搖滾祭》。
- 2018年第二十四屆主題《WE:US》。地點：西門町新光影城。
- 2019年第二十五屆主題《剪刀石頭布》。地點：西門町新光影城。
- 2020年第二十六屆畢展。因應武漢肺炎疫情改為線上放映
- 2021年第二十七屆主題《日月放映所》。因應武漢肺炎疫情改為線上放映
- 2022年第二十八屆主題《A Spot》。地點：西門獅子林新光影城
- 2023年第二十九屆主題《寶島映画》。地點：西門獅子林新光影城

## 畢展特殊事蹟與囑目作品
- 第十一屆影音作品《睡美人》女主角全裸演出，引起波瀾。[1]
- 第十三屆《腦開花》初創了在開幕式前先讓畢業生在戲院外封街走星光大道的創舉。

矚目作品：由世新校友溫昇豪主演的《互動式裝置》。
- 第十四屆《1n 4cus》初創戶外open studio，在畢展週那幾天在戲院外搭棚，以廣播組同學擔任DJ採訪各劇組的方式，擴大宣傳。

矚目作品：《百獄》。官方網站：https://web.archive.org/web/20130526035431/http://nirvana2008.myweb.hinet.net/
- 第十五屆《初，一十五》，知名演員張榕容為本屆廣電系畢業生。

矚目作品：由知名演員楊烈、滅火器樂團主唱楊大正主演的《大男人》。
- 第十六屆《石榴紅了》，初創「正妹倒數」活動。在畢展前每天於網路發佈一張廣電系正妹舉牌倒數的照片作為宣傳。